# Boissy-le-Châtel

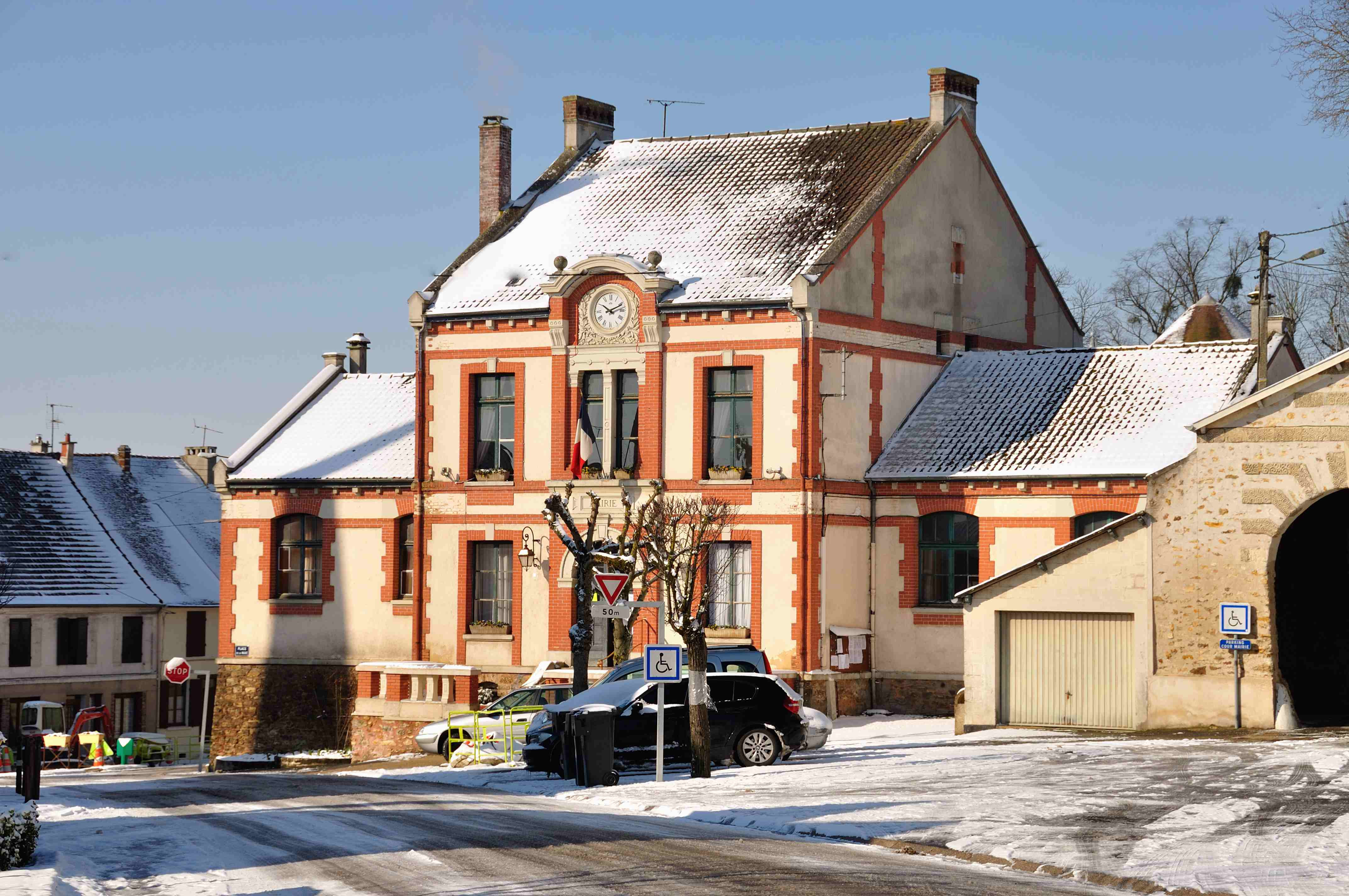
Toà thị chính tại Boissy-le-Châtel

Boissy-le-Châtel là một xã ở tỉnh Seine-et-Marne, thuộc vùng Île-de-France ở miền bắc nước Pháp.

## Dân số
Người dân ở đây được gọi là Buccéens.
Điều tra dân số năm 1999, xã này có dân số là 2.661 people residing in the town.

## Economy
- Paper mill